# Oscar Grillo
Oscar Grillo   (Lanús, 1943) és un animador, il·lustrador, artista plàstic i dibuixant de còmics argentí, radicat en Londres.

## Biografia
Acabats els seus estudis primaris, Oscar es va inscriure a l'Escola Panamericana d'Art, en la qual va tenir per mestre al dibuixant Carlos Garaycochea. Durant aquest temps també va treballar com a cadet en el diari Crítica, com a empleat en una farmàcia i també com a obrer en una fàbrica.
Després de la mort del seu pare, va començar a col·laborar amb Tía Vicenta i poc temps després va començar a treballar per a Gil y Bertolini un estudi dedicat a la publicitat i animacions per a programes televisius dels Estats Units. En aquest temps va ser assistent a Popeye i Sir Wellington Bones Show. Al mateix temps va començar a publicar dibuixos en revistes, il·lustracions de llibres i exhibir les seves pintures. No obstant això, en 1969 va decidir viatjar a Europa buscant majors opcions de treball.
- En un primer moment, va desembarcar en Espanya, on va il·lustrar llibres: Tot esperant Godot, L'home sense atributs i Els cants de Maldoror.[2] En 1970, es va mudar a Itàlia, on entre altres treballs va fer els dibuixos d'Els viatges de Gulliver i I Malavoglia. Un any després va viatjar a Gran Bretanya per dues setmanes, per a treballar en una sèrie animada de "The Jackson Five" però el sojorn es va prolongar i després de 5 anys va decidir radicar-se allí definitivament. Va treballar en dissenys per a la pel·lícula Great, guanyadora d'un Óscar. En 1980, juntament amb Ted Rockley, va fundar Klactoveesedstene Animations, signatura sota la qual produeixen curtmetratges i comercials, a més d'assessorar en animació a altres produccions. Va dirigir, va dissenyar i va animar la pel·lícula "Seaside Woman", comissionada per Paul McCartney amb música de Linda McCartney i guanyadora de la Palma d'Or a Cannes en 1980. Posteriorment, va realitzar altres curts amb cançons de Linda. Pel seu reconeixement en el camp de l'animació, en 1996, Grill va col·laborar com a assessor en la pel·lícula Homes de Negre.